# 陈炤
陈炤（?—1275年），字光伯，号肖梅。南宋常州无锡（今属江苏）人。
咸淳进士，为丹徒县尉，歷官两淮制置司参议官。以母喪歸里。德祐元年（1275年）三月，元軍伯顏兵圍常州，常州知州趙汝鑑潜逃。知州事姚訔聘其為通判，又以包圭為武進知縣。至十一月城破自焚死。陈炤巷战死。 

## 延伸阅读
[在维基数据编辑]
 《宋史·卷450》，出自脱脱《宋史》